# محافظة شنغي
محافظة سينغي هي محافظة تقع في هوانغهاي الشمالية، كوريا الشمالية.